# فائدیه
فائدیه (به عربی: الفائدیة) یک منطقهٔ مسکونی در لیبی است که در استان جبل‌الاخضر واقع شده‌است. فائدیه ۶٬۲۷۳ نفر جمعیت دارد.